# 羅氏副雙邊魚
羅氏副雙邊魚為輻鰭魚綱鱸形目鱸亞目雙邊魚科擬雙邊魚屬的其中一個種，該物種分布於亞洲緬甸的淡水流域，體長可達5公分，屬肉食性。